# Церковь Воздвижения Креста Господня 133-го пехотного Симферопольского полка
Церковь Воздвижения Креста Господня 133-го пехотного Симферопольского полка — православная церковь, находящаяся в Днепр, Украина.

## История
Церковь была построена по типовому проекту военных храмов, утверждённому Строительной комиссией в 1901 г. (арх. Фёдор Михайлович Вержбицкий). Всего в Российской империи к 1917 г. было выстроено не менее 60-и таких церквей.
Первоначально для 133-го пехотного Симферопольского полка, расквартированного в Екатеринославе (ныне — Днепр), в 1885 году была выстроена небольшая деревянная Крестовоздвиженская (1-я военная) церковь, обложенная кирпичом и рассчитанная на 400 человек. С 1892 года священником этого полка являлся Василий Хрисанфович Игнатенко (сведения на 1913 г.).
В 1909 году, ввиду того, что этот храм пришёл в ветхость и стал для чинов полка маловместительным, Военным министерством было выделено 44000 рублей на построение новой одноимённой каменной церкви, по ранее утверждённому образцу.
В апреле 1911 года в центре города, на площади Абрамовича, была совершена её закладка. Спустя год был построен и освящен Крестовоздвиженский (2-й военный) храм.
Снаружи храм был обнесён железной решёткой на каменном цоколе. К церкви была приписана небольшая часовня на гарнизонном кладбище. Расписывать храм взялся известный впоследствии украинский художник-символист Ефим Михайлив (1885—1935), проходивший в то время военную службу в Екатеринославе. Об этом факте упоминает в своих воспоминаниях вдова художника Любовь Михайлова в изданном в 1988 году в США альбоме художественных произведений Ю. Михайлова.

## В настоящее время
В советское время храм был закрыт и обезглавлен. Площадь Абрамовича, на которой он находился, также исчезла. Сейчас на её территории, ограниченной улицами Паторжинского, Чернышевского, Моссаковского и Жуковского, находится комплекс зданий Приднепровской государственной академии строительства и архитектуры.
В настоящее время остатки храма представляют собой печальное зрелище — его абсида снесена, а со стороны северного, южного и западного фасадов в 1960-е годы были сделаны различные каменные пристройки, находящиеся в ведении вышеназванного учебного заведения.